# Élections législatives de 1802 dans la Mayenne
Pour les élections législatives françaises de 1802, il n'y a pas de renouvellement par rapport aux élections législatives françaises de 1801.

## Élus

### Élus non-concernés par le renouvellement de 1802
| Député élu ou réélu        |  | Parti         |
| -------------------------- |  | ------------- |
| Michel-René Maupetit       |  | Bonapartistes |
| Olivier Provost du Bourion |  | Bonapartistes |
| Mathurin Enjubault         |  | Bonapartistes |
| Abraham Goyet-Dubignon     |  | Bonapartistes |